# Кузьминка (Кадуйский район)
Кузьминка — деревня в Кадуйском районе Вологодской области.
Входит в состав сельского поселения Семизерье (до 2015 года входила в Мазское сельское поселение), с точки зрения административно-территориального деления — в Мазский сельсовет.
Расположена на берегу небольшой реки, притока Мазы. Расстояние по автодороге до районного центра Кадуя — 51 км, до центра сельсовета деревни Маза — 8 км. Ближайшие населённые пункты — Заяцкое, Куракино, Старостино.
По переписи 2002 года население — 24 человека (14 мужчин, 10 женщин). Преобладающая национальность — русские (96 %).